# Zastava Neretva
Le Zastava Neretva est le nom d'une gamme d'autobus et autocars fabriqués à partir de 1976 par la division autobus de Zastava Kamioni, constructeur de camions et autobus sous licence du groupe italien Fiat V.I. à Kragujevac, en (ex) Yougoslavie, aujourd'hui en Serbie.
Les véhicules sont construits sur des châssis Zastava Kamioni et ont reçu des carrosseries de plusieurs carrossiers comme Ikarus (Zemun), AutoHercegovina (Mostar), Autokaroserija (Split et Mostar). 
Le premier modèle de la gamme a été présenté au Salon automobile de Belgrade en 1976. Il est construit sur le châssis du Zastava 50.8 N, c'est-à-dire le Fiat-OM 50 fabriqué localement par Zastava Kamioni. En 10 ans, plus de 1 200 exemplaires ont été produits dans 8 types différents dont le numéro de modèle correspond au nombre de places assises.
- Zastava Neretva 16

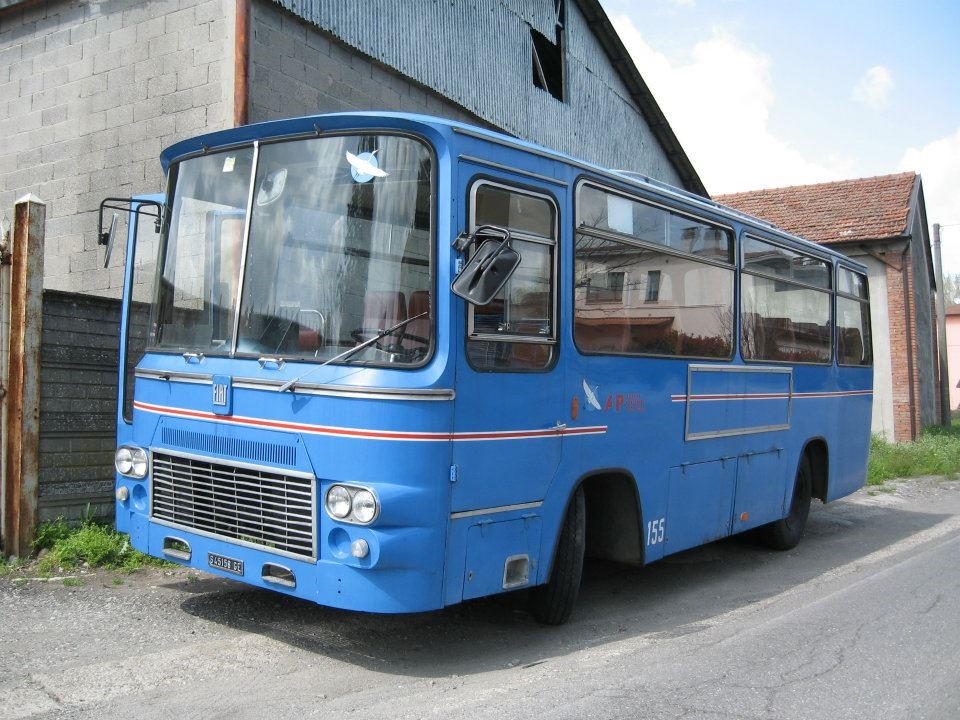
Fiat 314.3 carrosserie Dalla Via

Présenté au Salon automobile de Belgrade en 1976, c'est un minibus urbain et interurbain à la carrosserie très simple et anguleuse pouvant accueillir 16 passagers assis. Il succède aux anciens Zastava 615/620 B/N.
- Zastava Neretva 18

Présenté en 1986, le minibus Zastava Neretva 18 est basé sur le Zastava 50.8N. Il remplace le minibus Zastava 620-N des années 1960 dans sa version tourisme.
Caractéristiques techniques :
- moteur : Fiat 4 cylindres diesel, 3 456 cm3
- puissance : 80 ch à 3 200 tr/min.
- longueur : 538 cm
- largeur : 218 cm
- hauteur : 269,5 cm
- poids à vide : 3 100 kg
- capacité : 17 passagers dans la version interurbain, 25 passagers dans les variantes suburbaines et urbaines. La production est de 100 à 150 exemplaires par an.

La carrosserie reprend assez fidèlement celle du Fiat 314 à l'exception de la porte d'accès décalée après la roue avant à cause de la présence du capot moteur à l'intérieur du véhicule.
- Zastava Neretva 23

Midibus de tourisme et GT construit sur la base du châssis du Zastava 50.8. Sa carrosserie dérive de celle du Neretva 18 et conserve la porte d'accès décalée en raison de la présence du capot moteur à l'intérieur du véhicule.
- Zastava Neretva 25T

Mibibus urbain à la carrosserie simple et anguleuse pouvant accueillir 24+1 passagers assis.
- Zastava Neretva 26P

Midibus de tourisme et GT pouvant accueillir 22+1+1 passagers assis dans un aménagement plus luxueux.